# Efraim ben Jakob
Efraim (Ephraim) ben Jakob ben Kalonymos aus Bonn, auch Efrayim Ben-Yaʻaqov (* 1132 oder 1133; † 1200 oder 1221) war Rabbiner, Chronist, Talmudist und liturgischer Dichter.

## Leben
Er war der Sohn des Juden Jakob in Bonn, Enkel des Kalonymos und Bruder von Kalonymos ben Jakob und Hillel ben Jakob.
Efraim war ein Schüler des Rabbiners Efraim ben Isaak. Er schrieb u. a. über die Judenverfolgungen in Deutschland, England und Frankreich während des zweiten Kreuzzugs (1147), berichtete über die Judenmassaker von Blois (1171), York (1189–1190) und London (1190).
Er war Nachfolger des Rabbiners Joel ben Isaac ha-Levi in Bonn, lehrte aber auch in Mainz/Magenza und Speyer.